# Roslyn (Washington)
Roslyn es una ciudad situada en el condado de Kittitas, estado de Washington, Estados Unidos. Tiene una población estimada, a mediados de 2022, de 985 habitantes.

## Geografía
La localidad está ubicada en las coordenadas 47°16′12″N 121°8′28″O / 47.27000, -121.14111 (47.27003, -121.141205).

## Demografía
Según la Oficina del Censo, en 2000 los ingresos medios de los hogares de la localidad eran de 35.313 $ y los ingresos medios de las familias eran de 45.179 $. Los hombres tenían ingresos medios por 32.379 $ frente a los 25.625 $ que percibían las mujeres. Los ingresos per cápita para la localidad eran de 18.412 $. Alrededor del 12,6% de la población estaba por debajo de la línea de pobreza.
De acuerdo con la estimación 2017-2021, los ingresos medios de los hogares de la localidad son de 63.947 $ y los ingresos medios de las familias son de 70.208 $. Alrededor del 6,0% de la población está por debajo de la línea de pobreza.